# Opactwo w Echternach
Opactwo w Echternach – klasztor benedyktyński w Echternach w Luksemburgu, założony w końcu VII w. przez św. Wilibrorda, zlikwidowany podczas rewolucji francuskiej. W dawnym opactwie znajduje się bazylika św. Wilibrorda (pierwotna z przełomu VII i VIII w., obecna odbudowana w XX w.).
W średniowieczu opactwo stanowiło ważne centrum kulturalne i pielgrzymkowe. Obecnie popularne m.in. dzięki corocznej „tańczącej procesji”, która w 2010 roku została wpisana na listę niematerialnego dziedzictwa UNESCO.

## Historia

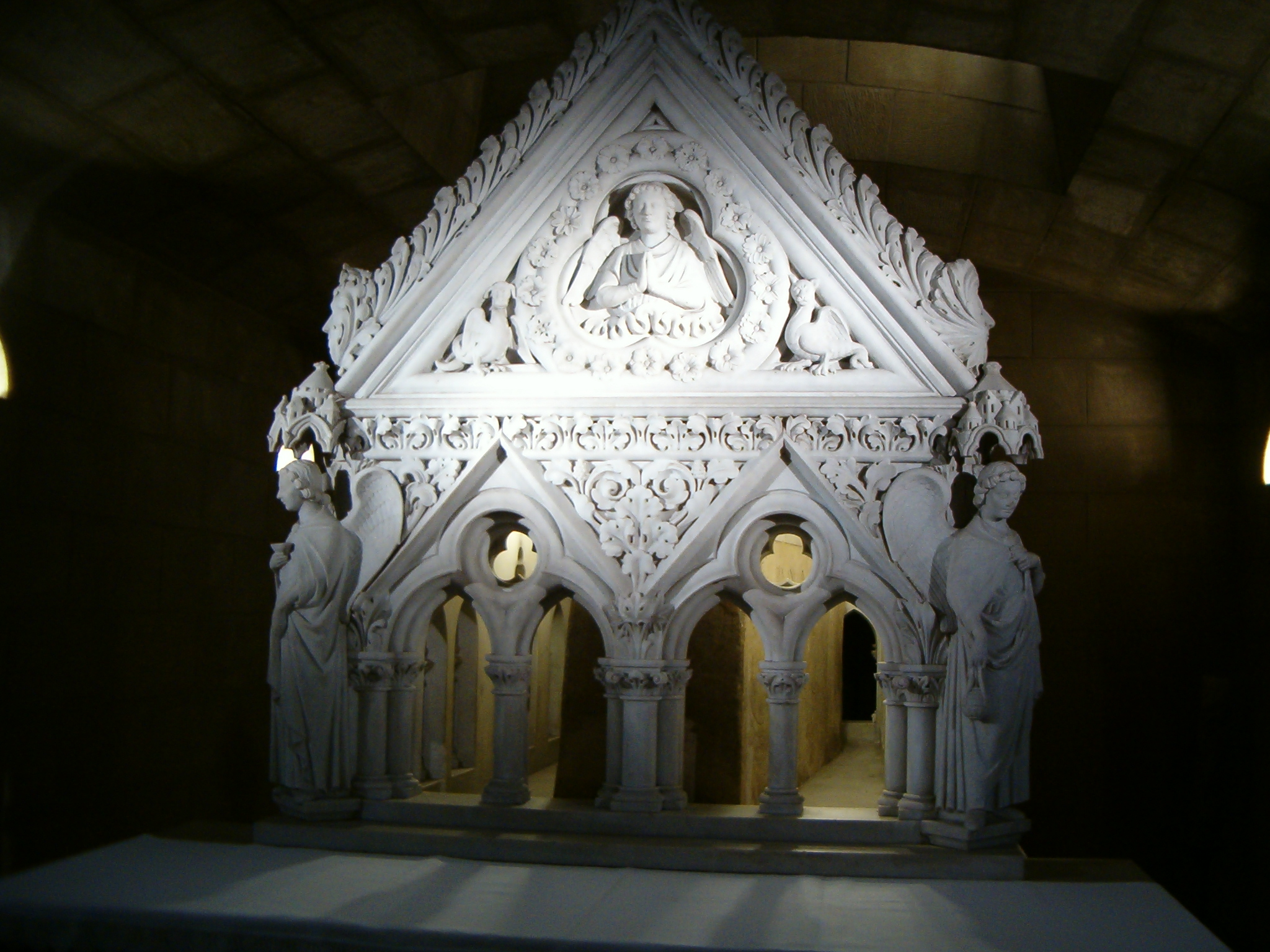
Nagrobek św. Wilibrorda w bazylice w Echternach

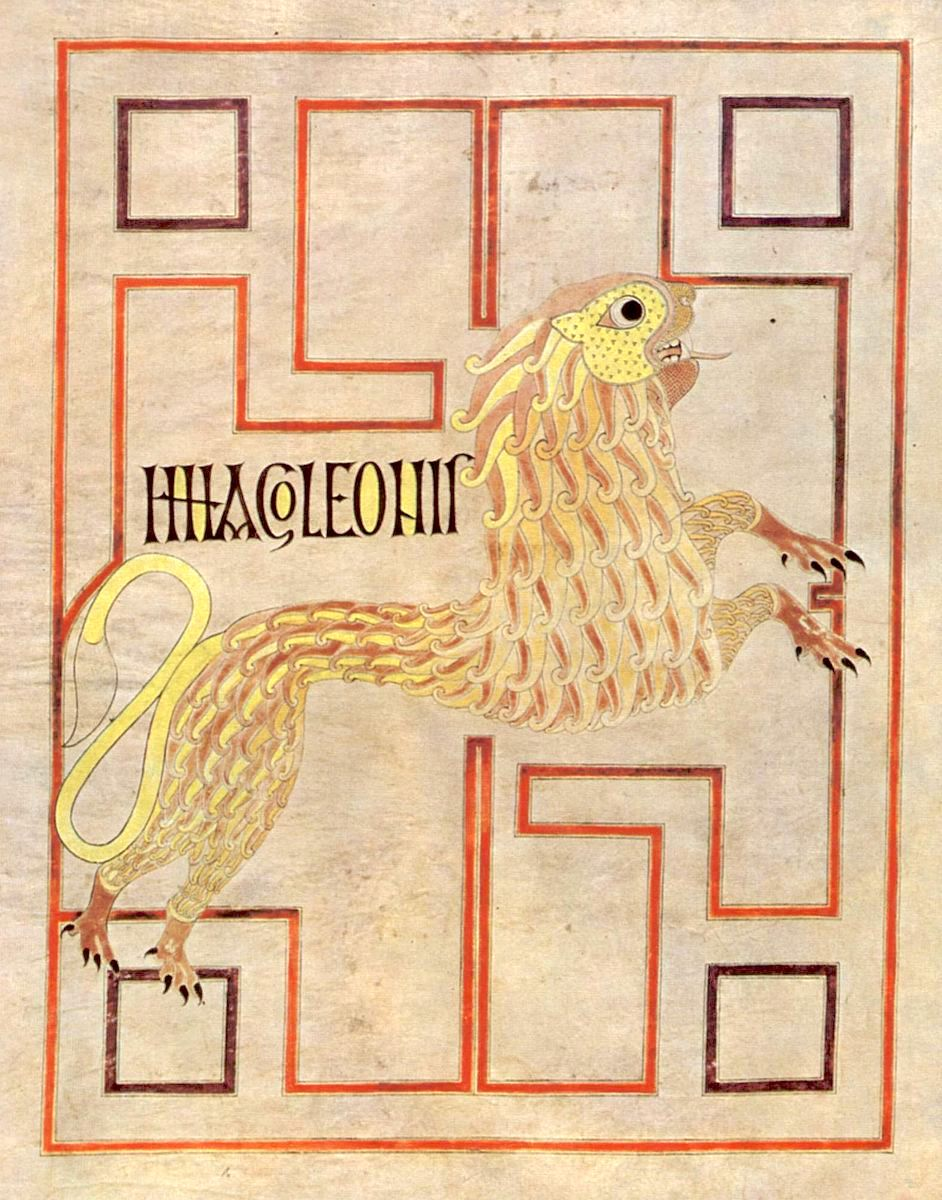
Karta z Ewangeliarza z Echternach

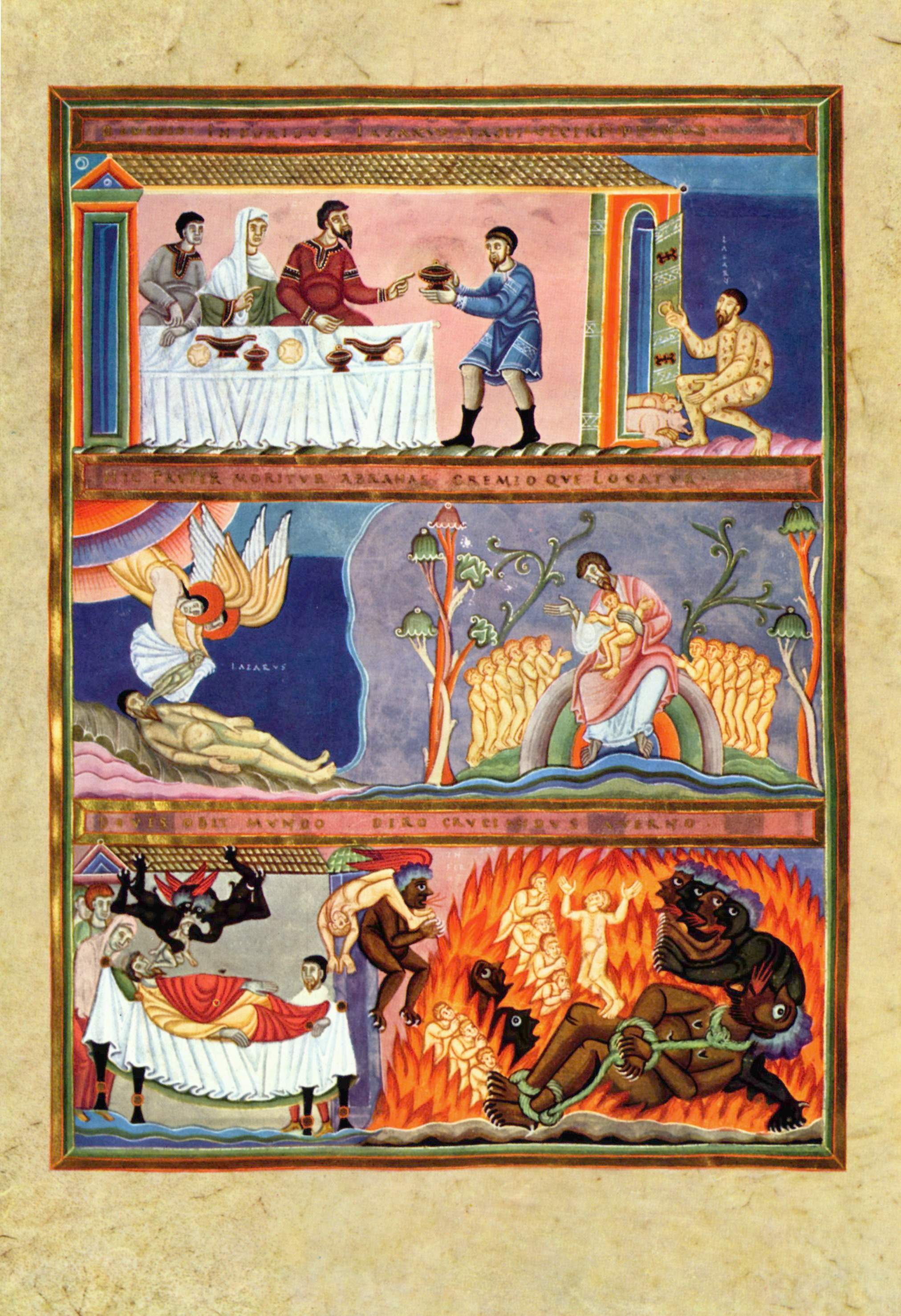
Karta ze Złotego Kodeksu z Echternach

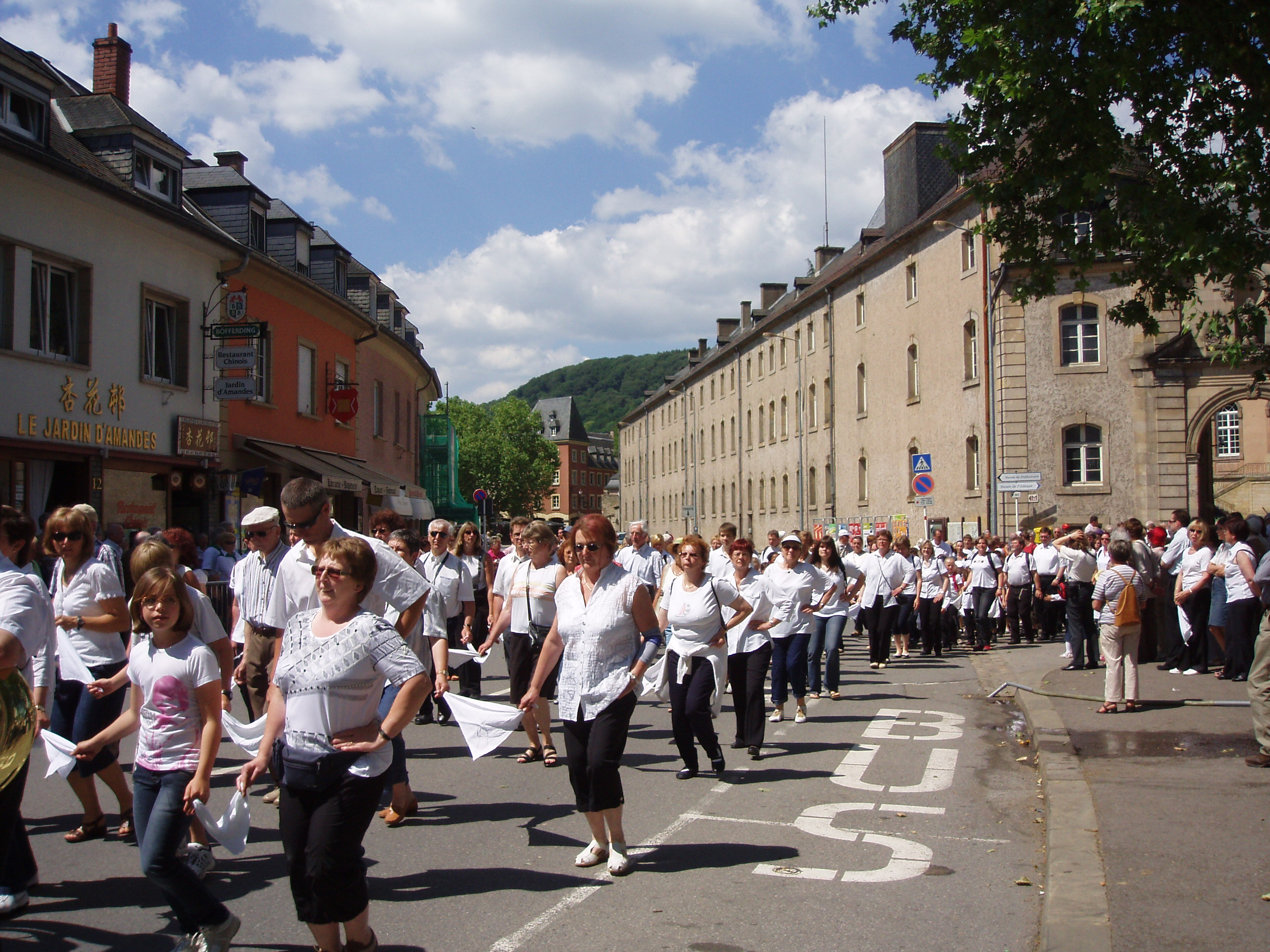
„Tańcząca procesja” w Echternach

Pierwsze osadnictwo w miejscu opactwa datuje się na czasy prehistoryczne. Znaleziono tu również pozostałości willi rzymskiej z lat 60–70, a na wzgórzu, gdzie później stanął kościół św. Piotra i Pawła, odkryto pozostałości fortecy z lat 260–275.
Opactwo w Echternach zostało założone przez Wilibrorda, misjonarza anglosaskiego, który przybył do państwa Franków w 680 roku w celu chrystianizacji pogańskich Fryzów, a w 685 roku został biskupem Utrechtu. Podczas swojej misji nawiązał bliskie kontakty z majordomami z rodu Karolingów. W 697 lub 698 roku otrzymał od Irminy, teściowej majordoma Pepina z Heristalu ziemie położone nad rzeką Sûre, w pobliżu Trewiru. Irmina podarowała mu część posiadłości Epternacus – drugą część podarowała w 706 roku Plektruda, żona majordoma Pepina z Heristalu. Na terenie posiadłości znajdował się kościół, mały klasztor (monasteriolum) i dom dla wędrujących mnichów (xenodochium). Wilibrord rozpoczął wznoszenie klasztoru benedyktyńskiego w 704 roku. Pierwszym opatem był sam Wilibrord, który po śmierci w Utrechcie w 739 roku został pochowany w Echternach.
Klasztor został bogato uposażony przez władców karolińskich, m.in. darowizny i przywileje przyznawali mu Pepin Krótki i Karol Wielki. Początkowo, w VI wieku, funkcjonował w duchu brytyjskiej tradycji monastycznej. Skryptorium klasztoru było najważniejszym anglosaskim centrum produkcji i iluminacji manuskryptów na kontynencie europejskim. Wykonano tu m.in. Ewangeliarz z Trewiru z 1. połowy VIII w. W klasztorze przechowywany był m.in. Ewangeliarz z Echternach – powstały najprawdopodobniej w Northumbrii i przywieziony do Echternach za życia Wilibrorda. Opactwo było również ośrodkiem edukacji artystycznej i rolniczej (m.in. nauczano tu chłopów trójpolówki), a także centrum przygotowywania misjonarzy. Na naukę przysłano tu m.in. Karlomana, syna Karola Młota.
W 847 benedyktyni zostali zastąpieni przez świeckich kanoników, w 973 jednak powrócili tam za sprawą cesarza Ottona I, który sprowadził tam 40 mnichów z opactwa św. Maksymina w Trewirze. W 1016 budynki klasztorne strawił pożar. W 1028 roku opatem został Humbert, który zreformował klasztor w duchu reformy kluniackiej. Opactwo ponownie stało się ośrodkiem sztuki i nauki. Odbudował zabudowania zniszczone w pożarze w 1017 r., w tym konsekrowaną w 1031 roku trójnawową bazylikę. Budowlę przebudowano w stylu gotyckim w XIII wieku.
Opactwo było w średniowieczu jednym z najważniejszych ośrodków religijnych i kulturalnych w Europie zachodniej. Rozkwitała tam m.in. szkoła malarstwa miniaturowego i kaligrafii (rozkwit sztuki miniatur nastąpił tam w VIII, a następnie w XI wieku), a ze skryptorium klasztornego pochodzą znane do dzisiaj manuskrypty, m.in. Złoty Kodeks z Echternach z ok. 1030 roku czy Księga Perykop. Dzięki relikwiom św. Wilibrorda, spoczywającego w kościele klasztornym, było też popularnym centrum pielgrzymkowym.
W XVIII wieku opactwo zostało przebudowane w stylu barokowym. W 1794 roku po włączeniu Echternach w granice rewolucyjnej Francji opactwo zostało zsekularyzowane. W 1795 roku jego budynki zostały sprzedane na aukcji i zamienione na fabrykę ceramiki. Mnisi uciekli do Erfurtu, zabierając ze sobą najcenniejsze manuskrypty (w tym Złoty Kodeks z Echternach, który tam sprzedali księciu Saksonii-Gotha-Altenburg Ernestowi II). Kościół popadał w ruinę. W 1861 roku kościół opactwa został odkupiony przez mieszczan, których staraniem do 1868 został odrestaurowany i ponownie zaczął pełnić funkcje sakralne (stał się siedzibą parafii), a w 1939 roku został podniesiony do rangi bazyliki mniejszej.
Podczas II wojny światowej kościół został zniszczony. Odbudowano go po zakończeniu wojny, nawiązując do pierwotnej, romańskiej budowli. W budynkach poklasztornych znalazło się liceum z internatem. Jedynym oryginalnym elementem z czasów Karolingów jest krypta z grobem św. Wilibrorda.

## Tańcząca procesja
Opactwo w Echternach obecnie zawdzięcza swoją popularność nie tylko bogatej historii, ale także „tańczącej procesji” do grobu św. Wilibrorda, które odbywają się tam corocznie od co najmniej XV w. Uczestnikami tych procesji często były osoby chore na padaczkę i inne choroby charakteryzujące się drgawkami. W 2010 roku procesja została wpisana na listę niematerialnego dziedzictwa UNESCO.